# Вісник Сквирщини
Ві́сник Скви́рщини — україномовне періодичне видання, громадсько-політична газета, що видається у м. Сквира Київської області.
Наклад — 2–2,4 тис. примірників (початок 2000-х). Основна тематика — соціальна, сільське господарство, промисловість, просвітницька, пізнавальна. Друкуються додатки, спеціальні сторінки.

## Історія

### Сквирський вісник

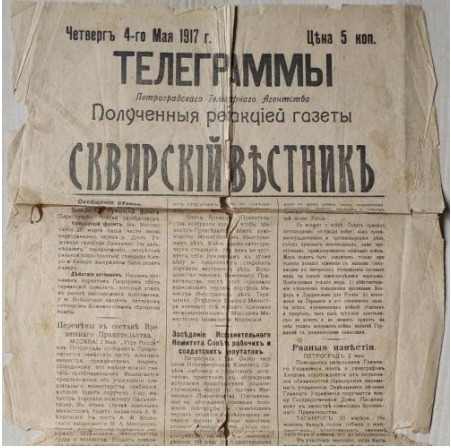
«Сквирський вісник» від 4 травня 1917 року

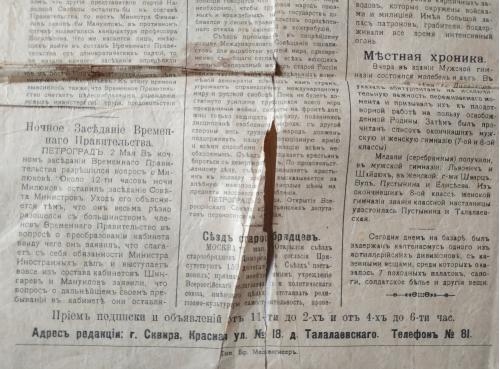
Вихідні дані газети «Сквирський вісник», 1917 рік

У останні роки існування Російської імперії в Сквирі видавалася російськомовна повітова газета «Сквирський вісник» (рос. Сквирскій вѣстникъ). Її редакція в 1917 році містилася у Сквирі на вулиці Красивій, 18, у будинку Талалаєвського. Мала газета і власний телефонний номер — 81.
У цій газеті публікував свої перші літературні твори Аркадій Любченко, який навчався у Сквирській чоловічій гімназії, а згодом став відомим українським письменником.
Загалом у 1917 році в Сквирі видавалося три газети. Окрім «Сквирського вісника», це також сільськогосподарське видання «Вісти Комітету ради селянських депутатів» та орган ученицького товариства «Юнацька спілка», двотижневик «Школа і життя».

### Вісник Сквирщини
Радянська влада відновила видання місцевої газети в Сквирі в жовтні 1930 року під назвою «Колгоспне село». Виходила у світ як орган Сквирського райкому КП(б)У, райвиконкому і райпрофради, від червня 1938 називалася «Червоний жовтень», у 1941–44 — не виходила, від 1944 була відроджена під назвою «Сталінський шлях», від серпня 1956 до 1962 та від квітня 1965 — «Ленінська правда», від 1991 видається під сучасною назвою.
Від 1997 до 2018 року засновниками газети були Сквирська районна рада, колектив редакції газети «Вісник Сквирщини», Сквирська районна державна адміністрація, газета видавалася двічі на тиждень — у середу й суботу. Згідно із Законом України «Про реформування державних і комунальних друкованих засобів масової інформації» створено приватне підприємство «Редакція газети „Вісник Сквирщини“», яке надалі видає газету щоп'ятниці.

## Редактори
- Бондарчук Катерина Федорівна (від 2005 до 2024).
- Гаркава Ірина Миколаївна (від 2024)